# May Whitty
Dame May Whitty (19 iunie 1865, Liverpool, Anglia – 29 mai 1948, Beverly Hills, California, SUA) a fost o actriță engleză de teatru care a apărut mai târziu în numeroase producții cinematografice. A fost soția actorului Ben Webster (1892-1947).

## Filmografie
- Enoch Arden (1914)
- The Little Minister (1915)
- Colonel Newcombe, the Perfect Gentleman (1920)
- Keep Your Seats, Please (1936) (uncredited)
- Night Must Fall (1937)
- The Thirteenth Chair (1937)
- Conquest (1937)
- I Met My Love Again (1938)
- Parnell (1938) (TV)
- The Lady Vanishes (1938)
- Mary Rose (1939) (TV)
- The Royal Family of Broadway (1939) (TV)
- Rake's Progress (1939) (TV)
- Raffles (1939)
- Return to Yesterday (1940)
- A Bill of Divorcement (1940)
- One Night in Lisbon (1941)
- Suspicion (1941)
- Mrs. Miniver (1942)
- Thunder Birds (1942)
- Forever and a Day (1943)
- Slightly Dangerous (1943)
- Crash Dive (1943)
- The Constant Nymph (1943)
- Lassie Come Home (1943)
- Flesh and Fantasy (1943)
- Madame Curie (1943)
- Gaslight (1944)
- The White Cliffs of Dover (1944)
- My Name Is Julia Ross (1945)
- Devotion (1946)
- Green Dolphin Street (1947)
- This Time for Keeps (1947)
- If Winter Comes (1947)
- The Sign of the Ram (1948)
- The Return of October (1948)

## Legături externe
- May Whitty la Internet Movie Database
- en May Whitty la Internet Broadway Database
- Stage performances listed in Theatre Archive University of Bristol
- May Whitty la Find a Grave
- May Whitty Arhivat în 10 octombrie 2012, la Wayback Machine. photo gallery at NY Public Library Billy Rose Collection

1. ↑  CONOR.SI[*] Verificați valoarea |titlelink= (ajutor)